# Couroupita nicaraguarensis
Couroupita nicaraguarensis là một loài thực vật có hoa trong họ Lecythidaceae. Loài này được DC. mô tả khoa học đầu tiên năm 1828.